# Insula Piercy

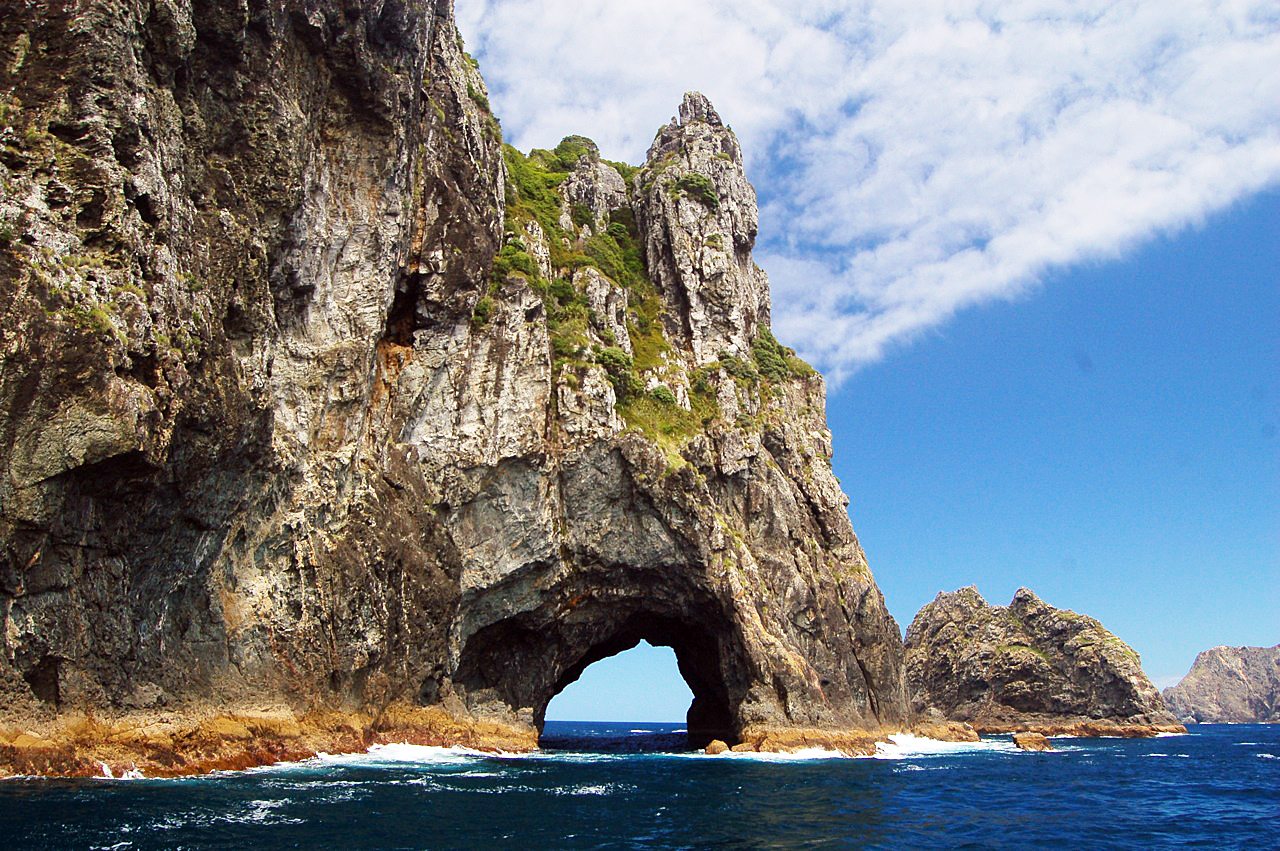
"The Hole in the Rock" ("Gaura în stâncă"), probabil imaginea cea mai cunoscută a Insulei Piercy.

Insula Piercy numită și "The Hole In The Rock" (Gaura în stâncă) este o insulă nelocuită aflată în largul coastei de nord a Insulei de Nord (din Noua Zeelandă). Ea este situată la nord de Capul Brett, în golful Bay of Islands aflat la nord de orașul Auckland. Acest teritoriu aparține din punct de vedere administrativ de Districtul Far North al regiunii Northland (situată în nordul extrem al Noii Zeelande).

## Geografie
Insula are o înălțime de 152 metri, o suprafață de 7 hectare și se află la o distanță de 700 metri de coastă.  Această insulă nelocuită poate fi considerată mai mult o stâncă, fiind acoperită cu tufișuri și cuibărind aici numai gâște de mare și alte păsări acvatice.
La circa 80 m de țărmul sudic al insulei este o insulă mai mică, Insula Tiheru sau The Dog ("Câinele"). Între Capul Brett și Insula Piercy, în apropiere de coastă, se află o insulă de aproximativ aceeași suprafață, Insula Otuwhanga.

## Etimologie
Insula a fost denumită Motukokako în limba populației Māori. Numele său european se datorează navigatorului englez James Cook care a denumit insula după numele unui Lord al Amiralității britanice.
Marea gaură în stâncă a fost creată de vânt și valuri și este o destinație turistică cunoscută. Din acest motiv, sunt organizate multe excursii cu vaporul din Paihia și Russell pe insulă. Ca urmare a apelor liniștite și a mareelor potrivite sporturilor nautice, se poate trece prin gaura din stâncă cu skijetul. 
Imaginea insulei se află pe un timbru poștal cu o valoare de 40 cenți, emis de Poșta neo-zeelandeză în 1996. 